# Хорват, Болдижар
Болдижар Хорват (Балтазар Хорват, венг. Horvát Boldizsár; 1822—1898) — венгерский политик, юрист, прозаик и поэт; министр юстиции Венгрии (1867—1871). Член Венгерской академии наук.

## Биография
Болдижар Хорват родился 1 января 1822 года в городе Сомбатхей.

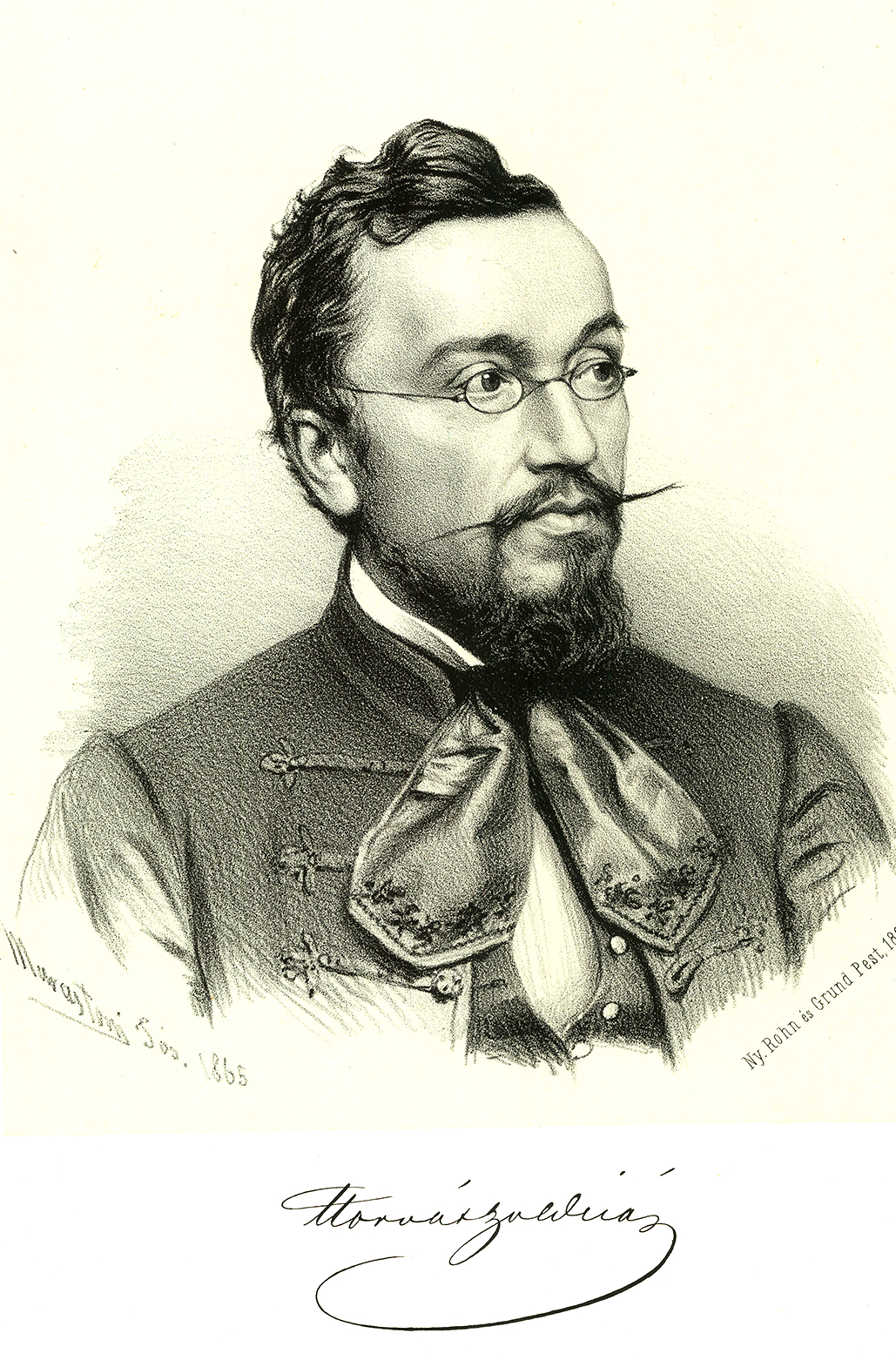
Б. Хорват

Был в 1848 году депутатом Будапештского сейма и принимал активное участие в революции 1848—1849 годов в Венгрии. После того, как восстание было подавлено, Хорват был привлечён к военному суду, но уже в 1850 году был освобождён из под стражи и занялся адвокатской практикой.
Как один из выдающихся деятелей партии Ференца Деака, занимал с 20 февраля 1867 по 5 июня 1871 года пост министра юстиции Венгрии в кабинете Дьюла Андраши; провёл много реформ, в частности, отменил телесные наказания в стране. На этом посту его сменил Иштван Битто.
Среди прочего им, как учёным, было издано несколько трудов, касающихся юриспруденции.
Болдижар Хорват умер 28 октября 1898 года в городе Будапеште. Позднее на родине Хорвата ему был установлен памятник.
Его дочь была замужем за физиком Лорандом Этвёшем.